# Austrolimnophila (Austrolimnophila) nahuelicola
Austrolimnophila (Austrolimnophila) nahuelicola is een tweevleugelige uit de familie steltmuggen (Limoniidae). De soort komt voor in het Neotropisch gebied.